# Vaslui
Vaslui is een stad in het oosten van Roemenië en de hoofdstad van het gelijknamige district. In 2007 telde de stad ongeveer 70.000 inwoners.

## Geschiedenis
Vaslui werd in 1435 voor het eerst genoemd, toen Iliaș I vorst werd van het vorstendom Moldavië.
Tussen 1439-1440 deden de Tataren een inval in Moldavië en werd Vaslui platgebrand. In 1475 won de Moldavische vorst Stefan de Grote de slag bij Vaslui tegen de Ottomanen. Hij bouwde er omstreeks 1490 de vorstelijke Kerk van Johannes Onthoofding (Biserica Tăierea Capului Sf. Ioan Botezătorul), tegenwoordig het voornaamste monument in de stad.

## Verkeer
De stad ligt aan de nationale weg 2F, die de stad verbindt met Bacău.
Nabij de stad loopt de E581, die bij Focșani begint en langs Vaslui de Moldavische grens over gaat.

## Sport
De voetbalclub van Vaslui, FC Vaslui, werd in 2002 opgericht en speelt sinds 2005 op het hoogste niveau.

## Geboren
- Elena Murgoci (1960-1999), atlete
- Daniel Florea (1975), voetballer
- Dragoș Grigore (1986), voetballer

Alba Iulia · Alexandria · Arad · Bacău · Baia Mare · Bârlad · Bistrița · Botoșani · Brașov · Brăila · Bucureşti (Boekarest) · Buzău · Călărași · Cluj-Napoca · Constanța · Craiova · Deva · Drobeta-Turnu Severin · Focșani · Galați · Giurgiu · Hunedoara · Iași · Mediaș · Oradea · Piatra Neamț · Pitești · Ploiești · Râmnicu Vâlcea · Reșița · Roman · Satu Mare · Sfântu Gheorghe · Sibiu · Slatina · Slobozia · Suceava · Târgoviște · Târgu Jiu · Târgu Mureș · Timișoara · Tulcea · Turda · Vaslui · Zalău